# The Dream Is Over
The Dream is Over (с англ. — «Сон Закончился») — тридцать пятый в общем и четвёртый с альбома For Unlawful Carnal Knowledge сингл хард-рок группы Van Halen, выпущенный в январе 1992 года на лейбле Warner Bros..

## О сингле
Это единственная песня с альбома For Unlawful Carnal Knowledge, которая не попала на концертный альбом Live: Right Here, Right Now (хотя попала на DVD релиз).
Песня попала на 7 место в хит-параде Hot Mainstream Rock Tracks.

## Список композиций
| №  | Название            | Длительность |
| -- | ------------------- | ------------ |
| 1. | «The Dream is Over» | 3:59         |

## Участники записи
- Алекс Ван Хален — ударные
- Эдди Ван Хален — электрогитара, бэк-вокал
- Майкл Энтони — бас-гитара, бэк-вокал
- Сэмми Хагар — вокал